# Ласоваць
45°51′ пн. ш. 17°01′ сх. д. / 45.85° пн. ш. 17.02° сх. д.
Ласоваць (хорв. Lasovac) — населений пункт у Хорватії, у Б'єловарсько-Білогорській жупанії у складі громади Шандроваць.

## Населення
Населення за даними перепису 2011 року становило 561 осіб.
Динаміка чисельності населення поселення: